# Ноддак, Ида
Ида Ноддак (нем. Ida Noddack, урождённая Такке (Tacke); 25 февраля 1896 — 24 сентября 1978) — немецкий физикохимик, первооткрыватель рения.
В 1934 году выдвинула гипотезу о делении ядер тяжёлых химических элементов при бомбардировке нейтронами.

## Биография
Родилась в Лакхаузене (сейчас часть Везеля). Окончила Высшую техническую школу в Берлине (1919). Она была одной из первых женщин-химиков в Германии. В 1921 году, после защиты докторской диссертации «Об ангидридах высших алифатических жирных кислот», она принимается химиком-исследователем в лабораторию концерна Siemens & Halske в Берлине, став первой женщиной в химической промышленности в Германии. В 1935—1941 годах работала в Институте физической химии Фрайбургского университета, в 1941—1956 — в Страсбургском университете, с 1956 — в исследовательском институте геохимии в Бамберге.
Основные исследования посвящены геохимии редких и рассеянных элементов. Совместно с мужем Вальтером Ноддаком и Отто Бергом открыла в платиновой руде и колумбите новый химический элемент с атомным номером 75 — рений (1925—1928). Научная группа Ноддака также обнаружила следы новооткрытого элемента в гадолините и молибдените. Новый элемент был назван рением (от лат. Rhenus  — наименование реки Рейн, в честь Рейнской провинции Германии — родины Иды Ноддак). Одновременно было объявлено об открытии элемента с атомным номером 43, названном мазурием (по названию исторической области Мазурия в Восточной Пруссии), но оно оказалось ошибочным.
В 1931 году вместе с мужем была награждена медалью Юстуса Либиха Немецкого химического общества.
Внесла значительный вклад в развитие ядерной физики, указав на возможность деления ядер урана с образованием изотопов уже известных элементов при бомбардировке нейтронами. В 1934 году Энрико Ферми опубликовал результаты экспериментов по нейтронному облучению урана, в которых он постулировал образование трансурановых элементов (по аналогии с уже известными ядерными реакциями). В статье «О 93-м элементе» Ноддак подвергла работы Ферми критике, приведя доказательства ошибок по химической идентификации якобы полученных элементов. Она впервые высказала предположение, что при бомбардировке нейтронами ядра урана могут разделяться на несколько больших осколков, представляющих собой изотопы более лёгких элементов. Однако Ноддак не предложила ни экспериментального, ни теоретического доказательства, что привело к игнорированию её гипотезы ведущими физиками того времени. Только через пять лет, в 1939 году, Отто Ганом и Фрицем Штрассманом был открыт процесс деления ядер.

## Интересные факты
- Практически вся профессиональная деятельность Иды Ноддак-Такке протекала совместно с мужем Вальтером Ноддаком. И до, и после женитьбы они работали вместе (нем. Arbeitsgemeinschaft)[6], за исключением работы в университете Страсбурга, где она не получала заработной платы[7]. Они поженились в 1926 году во время работы по открытию рения.
- Ида Ноддак трижды была номинирована на Нобелевскую премию в области химии (1933, 1935, 1937)[8].